# グレートウォール・ホーバー
長城汽車・哈弗 (Great Wall Hover) は、中国の自動車メーカー、長城汽車が生産するCUVである。
2006年にはイタリアに3,000台が輸出され、西ヨーロッパへの大規模な輸出車としては中国車として最初の車となった。
車体はトヨタ・ハイラックスサーフのものを用い、エンジンは三菱自動車製の2.4L 4G64エンジンおよび4G69と、自社製の2.8L GW2.8TCディーゼルエンジンが搭載される。また、2Lエンジン搭載モデルのホーバーH3には同じく三菱製の4G63型エンジンが搭載される。
なお、エクステリアのサイドデザインについてはいすゞ・アクシオムとの類似性が、フロントデザインについては日産・ムラーノおよび日産・エクストレイルとの類似性が指摘されている。
環境性能についてはユーロIII基準に適合し、安全性については中国のC-NCAPのテストで3つ星を、ユーロNCAPで4つ星を獲得した。
また、リムジンバージョンとしてホーバーπ（哈弗・派、Hover Pi）が存在し、全長5,490mm（商用）と6,720mmのモデルがある。エンジンは2.4L 4G6を搭載する。

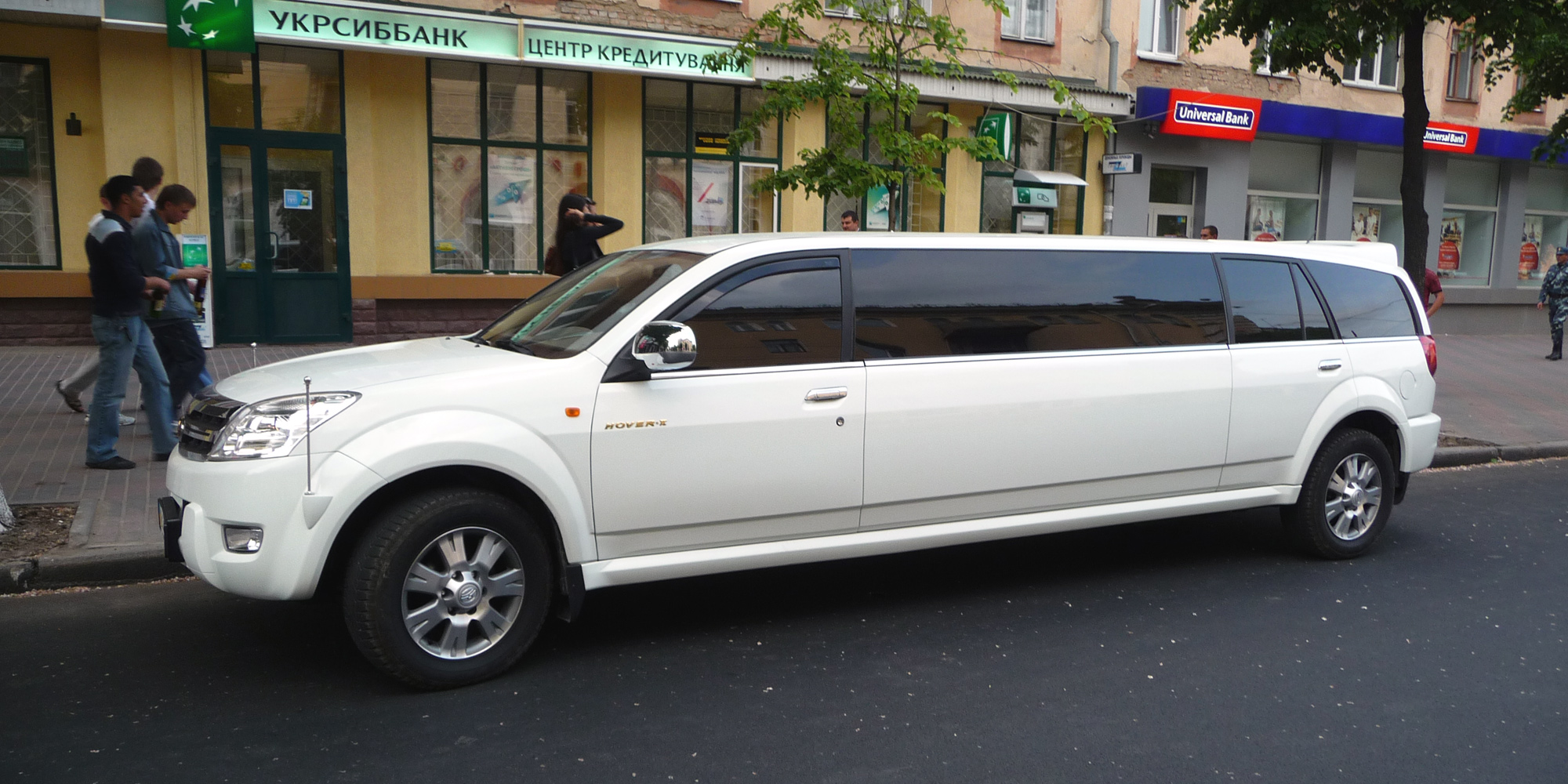
ホーバーπ